# Potsdamer Begegnungen
Die Potsdamer Begegnungen waren ein Diskussionsforum, das zum Ziel hatte, die kulturelle Verständigung zwischen Deutschland und Russland zu fördern. Sie waren wie der Petersburger Dialog eine Veranstaltung des Deutsch-Russischen Forums.
Die Potsdamer Begegnungen wurden im Jahr 1999 vom damaligen deutschen Präsidenten Roman Herzog ins Leben gerufen. Den Namen haben sie vom häufigsten Veranstaltungsort Potsdam. Allerdings fanden einige Treffen 2002, 2015, 2016, 2018 und 2021 in Moskau sowie 2017 und 2019 in Berlin  statt. 2020 fand das 23. Diskussionsforum wegen der COVID-19-Pandemie im digitalen Format statt. Im Jahr 2021 wurden seine Tätigkeiten eingestellt, nachdem Russland das Arbeiten von beteiligten zivilgesellschaftlichen Organisationen als unerwünscht auf seinen Index setzte.
Die Potsdamer Begegnungen wurden vom Auswärtigen Amt und dem Land Brandenburg sowie von Unternehmen gefördert.

## Inhalte
Während der Petersburger Dialog vor allem deutschen und russischen Vertretern aus Politik und Wirtschaft ein Gesprächsforum bot, sollten die Potsdamer Begegnungen den Austausch beider Staaten in den Bereichen Kultur und Wissenschaft fördern. Dabei wurden aktuelle gesellschaftliche Fragen erörtert wie demografischer Wandel oder Globalisierung. Die Diskussionsrunden waren mit Kunstausstellungen, Lesungen und Filmvorführungen verbunden, um den Gesprächshorizont über den üblichen Rahmen von Expertenrunden hinaus zu erweitern.

## Begegnungen
Die Potsdamer Begegnungen fanden in der Regel einmal jährlich als meist zweitägiges Treffen statt. Zu ihnen wurden auf deutscher und russischer Seite jeweils etwa 25 Vertreter der Politik, Wirtschaft, Wissenschaft und Kultur eingeladen, darunter auch Künstler, Schriftsteller und Wissenschaftler. Die bisherigen Treffen waren:
24. Potsdamer Begegnungen 2021:
8. November 2021 (in Moskau)
Thema: „Nach den Wahlen: Was ändert sich in den deutsch-russischen Beziehungen?“
23. Potsdamer Begegnungen 2020:
25. Mai 2020 (online aufgrund  COVID-19)
Thema: „Deutschland-Russland-EU: Die Pandemie und ihre Auswirkungen für die Außen- und Sicherheitspolitik“
22. Potsdamer Begegnungen 2019:
15. Mai 2019 (in Berlin)
Thema: „Globale Risiken – Deutschland, Russland und die Europäische Union in einer veränderten Zeit“.
21. Potsdamer Begegnungen 2018:
1. und 2. November 2018 (in Moskau)
Thema: "Architektur einer neuen Weltordnung: Die Rolle Deutschlands, Russlands und der EU"
20. Potsdamer Begegnungen 2017:
22. und 23. Juni 2017 (in Berlin)
Thema: "Beziehungen Westen – Russland: Auswege aus der Sackgasse"
19. Potsdamer Begegnungen 2016:
8. November 2016 (in Moskau)
Thema: Europa von Lissabon bis Wladiwostok: Alternativloser Weg zur Stabilität Europas
18. Potsdamer Begegnungen 2016:
30. und 31. Mai 2016

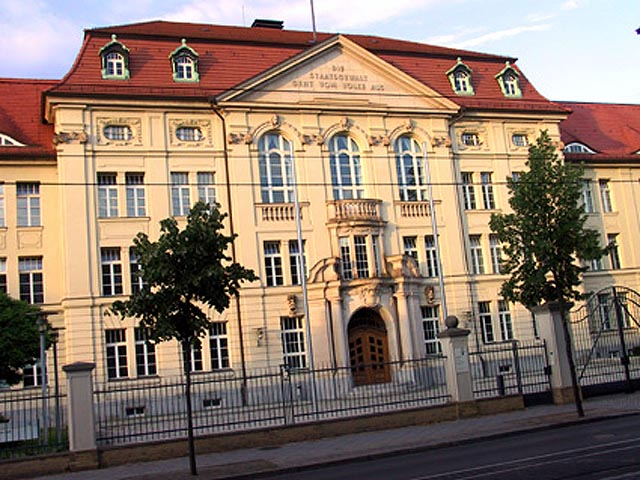
Veranstaltungsort der Potsdamer Begegnungen im Mai 2016 war die Brandenburgische Staatskanzlei.

Thema: Deutschland und Russland: Außen- und Wirtschaftspolitik im Dialog
17. Potsdamer Begegnungen 2015:
12. und 13. Oktober 2015 (in Moskau)
Thema: 40 Jahre Helsinki-Schlussakte und die Neugestaltung Europas. Brauchen wir Helsinki-2?
16. Potsdamer Begegnungen 2014:
16. und 17. Juni 2014
Thema: 1914 – 2014, Zivilisationsbrüche eines Jahrhunderts
15. Potsdamer Begegnungen 2013:
3. und 4. Juni 2013
Thema: Die Zukunftswirkung der Vergangenheit
14. Potsdamer Begegnungen 2012:
18. und 19. Juni 2012
Thema: Die Internet-Gesellschaft - Verheißung oder Verirrung?
13. Potsdamer Begegnungen 2011:
6. und 7. Juni 2011
Thema: Das Wasser und wir. Deutsche und russische Gewässer: Dichtung und Wahrheit
12. Potsdamer Begegnungen 2010:
5. und 6. Juli 2010
Thema: Wünschenswerte Zukünfte. Deutschland und Russland im 21. Jahrhundert
11. Potsdamer Begegnungen 2009:
11. und 12. Mai 2009
Thema: Ist der Liberalismus schuld an der Krise?
10. Potsdamer Begegnungen 2008:
30. Juni und 1. Juli 2008
Thema: Deutsche und russische Spiegelbilder - was halten, was erwarten wir voneinander?
9. Potsdamer Begegnungen 2007:
2. und 3. Juli 2007
Thema: Altern – Herausforderung für unsere Kultur
8. Potsdamer Begegnungen 2006:
29. und 30. Mai 2006
Thema: Welche Werte brauchen unsere Gesellschaften?
7. Potsdamer Begegnungen 2005:
6. und 7. Juni 2005
Thema: Die kulturelle Relevanz von Bildung in der Wissensgesellschaft des 21. Jahrhunderts
6. Potsdamer Begegnungen 2004:
21. und 22. Juni 2004
Thema: Zusammenleben von Mehrheiten und Minderheiten in einem Lande
5. Potsdamer Begegnungen 2003:
30. Juni und 1. Juli 2003
Thema: Literatur zwischen Macht und Marginalisierung
4. Potsdamer Begegnungen 2002:
3. und 4. September 2002 (in Moskau)
Thema: Berlin und Moskau - Urbane Kulturen und globale Trends
3. Potsdamer Begegnungen 2001:
18. und 19. Juni 2001
Thema: Die Revolution der Zeit
2. Potsdamer Begegnungen 2000:
17. und 18. Mai 2000
Thema: Deutschland und Russland: Wege der Kultur im 21. Jahrhundert
1. Potsdamer Begegnungen 1999:
27. und 28. April 1999
Thema: Deutschland und Russland in der Zeitenwende: Kultur im Dialog